# 傑伊卡利夫卡
50°7′5″N 34°17′36″E / 50.11806°N 34.29333°E

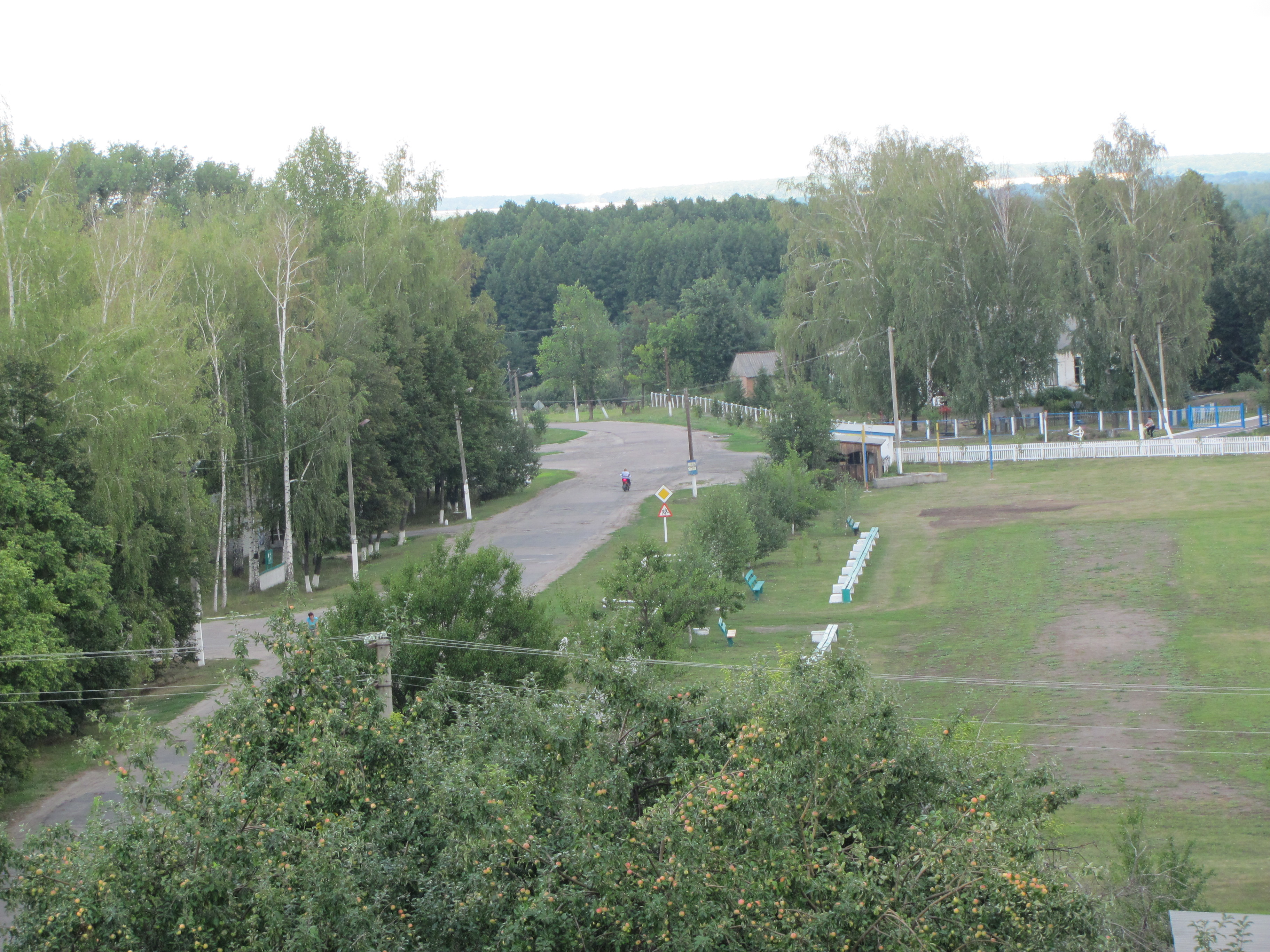

傑伊卡利夫卡（烏克蘭語：Дейкалівка），是烏克蘭中部的村莊，隸屬波爾塔瓦州的波爾塔瓦區。該村處於格倫河畔，始建於1612年，面積6.8平方公里，海拔高度112米，2001年人口948。